# Maison Nymphea
La maison Nymphea  (en néerlandais : Huis, Burgerhuis ou Woning Nymphea) est un immeuble réalisé par l'architecte Jos Bascourt dans le style Art nouveau à Anvers en Belgique (région flamande).

## Histoire
La maison a été construite en 1904 pour Émile Smette, premier propriétaire. Elle est classée et reprise sur la liste des monuments historiques de Berchem depuis le 11 avril 1984. 

## Situation
Cette maison se situe au no 31 de Waterloostraat, une artère résidentielle du quartier de Zurenborg à Berchem au sud-est d'Anvers comptant de nombreuses autres réalisations de style Art nouveau comme la maison La Bataille de Waterloo (Huis De Slag van Waterloo) au no 11 ou la Maison Napoléon au no 30.

## Description
La maison compte trois niveaux (deux étages). La façade symétrique est bâtie en brique blanche avec soubassement en pierre bleue. Des bandeaux horizontaux de brique rouge rythment la façade. Ces briques rouges placées sur champ s'incurvent légèrement aux tympans de certaines baies à linteaux en fer des deux niveaux inférieurs et ferment le grand arc brisé coiffant les deux baies à meneaux du dernier étage. La baie d'imposte de la porte d'entrée est ornée de vitraux faisant figurer un couple de canards sur un plan d'eau devant un soleil couchant. Un oriel de base rectangulaire repose sur deux consoles en brique blanche et pierre de taille. Les étages sont bordés par deux pilastres en escaliers se terminant par des colonnes en pierre de taille encadrant la corniche proéminente. La mosaïque du dernier étage a disparu.

## Source
- (nl) https://inventaris.onroerenderfgoed.be/erfgoedobjecten/11146

## Photos
Photos de la maison Nymphea sur Inventaris Onroerend Erfgoed